# Sven Hamrin
Sven Hamrin   (Härnösand, 30 de març de 1941 - Härnösand, 25 de gener de 2018) va ser un ciclista suec que va córrer durant els anys 60 del segle xx.
El 1964 va prendre part en els Jocs Olímpics de Tòquio, en què guanyà una medalla de bronze en la prova de contrarellotge per equips, junt a Sture Pettersson, Erik Pettersson i Gösta Pettersson. En la cursa en ruta individual acabà el cinquantè.

## Palmarès
- 1964
  -  Campió de Suècia en ruta
  - 1r a Solleröloppet
  -  Medalla de bronze als Jocs Olímpics de Tòquio en contrarellotge per equips
- 1965
  - 1r a Solleröloppet